# 508

Frankische heerschappij onder koning Clovis I

Het jaar 508 is het 8e jaar in de 6e eeuw volgens de christelijke jaartelling.

## Gebeurtenissen

### Europa
- Keizer Anastasius I erkent Clovis I, koning van de Salische Franken, als heerser van Gallië. Hij stuurt een Byzantijnse vloot (100 oorlogsschepen) naar Italië en voert een rooftocht langs de kust.
- Clovis I breidt het Frankische Rijk verder uit tot aan de Pyreneeën. Hij annexeert een gebied van beneden de Rijn, dat door de Salische (zuidwesten) en Ripuarische Franken (oosten) wordt bewoond (latere West-Francië).
- De Oost-Gotische koning Theodorik I verovert het grondgebied van de Provence in het zuidoosten van Gallië.

## Overleden
- Romulus Augustulus, laatste keizer van het West-Romeinse Rijk (waarschijnlijke datum)